# I’ll Be Back
I’ll Be Back (englisch für Ich werde zurück sein) ist ein Lied der britischen Band The Beatles, das 1964 auf ihrem dritten Album A Hard Day’s Night veröffentlicht wurde. Komponiert wurde es von John Lennon und Paul McCartney und unter der Autorenangabe Lennon/McCartney veröffentlicht.

## Hintergrund
I’ll Be Back basiert hauptsächlich auf den musikalischen Ideen von John Lennon. Musikalisch wurde das Lied von Del Shannon, insbesondere vom Lied Runaway, beeinflusst. I’ll Be Back wurde nicht in das Liverepertoire der Gruppe im Jahr 1964 aufgenommen.

## Aufnahme
I’ll Be Back wurde am 1. Juni 1964 zwischen 19 und 22 Uhr in den Londoner Abbey Road Studios (Studio 2) mit dem Produzenten George Martin aufgenommen. Norman Smith war der Toningenieur der Aufnahmen. Die Band nahm insgesamt 16 Takes auf, wobei der 16. Take auch für die finale Version verwendet wurde. Zu Beginn der Aufnahmen (Take 2) versuchen die Beatles das Lied im 3⁄4-Walzertakt einzuspielen, danach wurde I’ll Be Back im 4⁄4-Rhythmus aufgenommen.
Am 1. Juni 1964 nahmen die Beatles von 14:30 bis 17:30 Uhr noch drei weitere Lieder auf: Matchbox, I’ll Cry Instead und Slow Down.
Die Abmischung des Liedes erfolgte am 22. Juni 1964 in Mono und am 10. März 1964 in Stereo. Am 22. Juni 1964 wurde ebenfalls eine spezielle Monoabmischungen für die USA hergestellt.
Besetzung
- John Lennon: Akustische Rhythmusgitarre, Gesang
- Paul McCartney: Bass, Hintergrundgesang
- George Harrison: Akustische Leadgitarre, Hintergrundgesang
- Ringo Starr: Schlagzeug

## Veröffentlichung
- Am 9. Juli 1964 erschien in Deutschland das vierte Beatles-Album A Hard Day’s Night, hier hatte es den Titel: Yeah! Yeah! Yeah! A Hard Day’s Night, auf dem I’ll Be Back enthalten ist. In Großbritannien wurde das Album am 10. Juli 1964 veröffentlicht, dort war es das dritte Beatles-Album.
- In den USA wurde I’ll Be Back auf dem dortigen siebten Album Beatles ’65 am 15. Dezember 1964 veröffentlicht.
- Am 20. November 1995 wurde das Kompilationsalbum Anthology 1 veröffentlicht, das zwei frühere Versionen, den Take 2 und 3, des Liedes I’ll Be Back beinhaltet.

## Coverversionen
Folgend eine Auswahl:
- Cliff Richard – Don't Stop Me Now! [1]
- Herb Alpert & the Tijuana Brass – The Brass Are Comin’ [2]
- UB40 – TwentyFourSeven  [3]